# 少女ブック
『少女ブック』（しょうじょブック）は、かつて集英社が発行した少女を対象とした雑誌。1951年9月創刊、1963年5月終刊。後継誌として週刊誌『マーガレット』に引き継がれた。
掲載内容は、芸能・グラビア・漫画・読み物など。付録も付いていた。全165冊。。

## 略歴
- 1951年 少女向け月刊誌として9月号創刊。はじめてのB5判少女雑誌だった。
- 1955年 妹雑誌として、より対象年齢の幼い総合月刊誌『りぼん』が創刊。
- 1963年5月号で終刊となり、後継誌の週刊誌『マーガレット』が新創刊された。『少女ブック』編集部がそのまま引き継ぎ、連載の一部もそまま引き継がれた。[2]

## 主な掲載漫画
- 上田としこ「ボクちゃん」
- 木村光久「小鳩よなぜなくの」「かなしき白鳥」（1957年）、「ふたりのねがい」「赤いぽっくり」（1958年）、「ごめんなさいおねえさん!」「しあわせのちかい」「まつばちゃん」（1959年）
- 宮坂栄一「ぽんぽこ物語」
- わたなべまさこ「しあわせの鐘」、「ミミとナナ」（週刊『マーガレット』に連載継続[3]）